# Scrimă la Jocurile Olimpice de vară din 1972
Probele de scrimă la Jocurile Olimpice de vară din 1972 s-au desfășurat în perioada 29 august–9 septembrie la cele două săli de scrimă Messegelände, München.

## Clasament pe medalii
| Loc | Țară                    | Aur | Argint | Bronz | Total |
| --- | ----------------------- | --- | ------ | ----- | ----- |
| 1   | Ungaria (HUN)           | 2   | 4      | 2     | 8     |
| 2   | Uniunea Sovietică (URS) | 2   | 2      | 3     | 7     |
| 3   | Italia (ITA)            | 2   | 0      | 0     | 2     |
| 3   | Polonia (POL)           | 2   | 0      | 0     | 2     |
| 5   | Franța (FRA)            | 0   | 1      | 2     | 3     |
| 6   | Elveția (SUI)           | 0   | 1      | 0     | 1     |
| 7   | România (ROU)           | 0   | 0      | 1     | 1     |

## Evenimente

### Masculin
| Probă             | Aur | Argint | Bronz |
| Spadă             | Csaba Fenyvesi · Ungaria (HUN)                                                                                | Jacques Ladegaillerie · Franța (FRA)                                                                                 | Győző Kulcsár · Ungaria (HUN)                                                                                    |
| Spadă pe echipe   | Ungaria (HUN) · Sándor Erdős · Csaba Fenyvesi · Győző Kulcsár · Pál Schmitt · Istvan Osztrics                 | Elveția (SUI) · Guy Evequoz · Daniel Giger · Christian Kauter · Peter Lötscher · François Suchanecki                 | Uniunea Sovietică (URS) · Viktor Modzolevsky · Sergei Paramonov · Igor Valetov · Georgi Zažitski · Grigori Kriss |
| Floretă           | Witold Woyda · Polonia (POL)                                                                                  | Jenő Kamuti · Ungaria (HUN)                                                                                          | Christian Noël · Franța (FRA)                                                                                    |
| Floretă pe echipe | Polonia (POL) · Marek Dąbrowski · Jerzy Kaczmarek · Lech Koziejowski · Witold Woyda · Arkadiusz Godel         | Uniunea Sovietică (URS) · Vladimir Denisov · Anatoli Kotetsev · Leonid Romanov · Vasili Stankovich · Victor Putyatin | Franța (FRA) · Jean-Claude Magnan · Christian Noël · Daniel Revenu · Bernard Talvard · Gilles Berolatti          |
| Sabie             | Viktor Sidyak · Uniunea Sovietică (URS)                                                                       | Péter Maróth · Ungaria (HUN)                                                                                         | Vladimir Nazlymov · Uniunea Sovietică (URS)                                                                      |
| Sabie pe echipe   | Italia (ITA) · Michele Maffei · Mario Aldo Montano · Mario Tullio Montano · Rolando Rigoli · Cesare Salvadori | Uniunea Sovietică (URS) · Viktor Bashenov · Vladimir Nazlymov · Viktor Sidyak · Eduard Vinokurov · Mark Rakita       | Ungaria (HUN) · Pál Gerevich · Tamás Kovács · Péter Maróth · Tibor Pézsa · Péter Bakonyi                         |

### Feminin
| Probă             | Aur | Argint | Bronz                                                                                        |
| Floretă           | Antonella Ragno-Lonzi · Italia (ITA)                                                                                             | Ildikó Bóbis · Ungaria (HUN)                                                                                                   | Galina Gorokhova · Uniunea Sovietică (URS)                                                   |
| Floretă pe echipe | Uniunea Sovietică (URS) · Elena Novikova-Belova · Galina Gorokhova · Tatyana Samusenko · Aleksandra Zabelina · Svetlana Tširkova | Ungaria (HUN) · Ildikó Bóbis · Ildikó Újlaky-Rejtő · Ildikó Schwarczenberger · Mária Gulácsi-Szolnoki · Ildikó Matuscsák-Rónay | România (ROU) · Ecaterina Stahl-Iencic · Ileana Gyulai-Drîmbă · Olga Szabó-Orbán · Ana Pascu |

## Țări participante
298 de trăgători (233 de bărbăti și 65 de femei) din 37 de țări au participat la München 1972.
- Argentina (5)
- Australia (4)
- Austria (13)
- Belgia (1)
- Bulgaria (5)
- Canada (6)
- Cehoslovacia (2)
- Cuba (15)
- Danemarca (6)
- Elveția (12)
- Finlanda (1)
- Franța (19)
- Germania de Vest (19)
- Grecia (3)
- Hong Kong (2)
- Iran (2)
- Irlanda (1)
- Israel (2)
- Italia (19)
- Japonia (5)
- Liban (4)
- Luxemburg (5)
- Marea Britanie (19)
- Mexic (6)
- Monaco (1)
- Norvegia (5)
- Olanda (1)
- Peru (1)
- Polonia (20)
- Puerto Rico (2)
- Germania de Est (5)
- România (19)
- Statele Unite ale Americii (19)
- Suedia (6)
- Turcia (4)
- Ungaria (19)
- Uniunea Sovietică (20)

## Legături externe
- Materiale media legate de Scrimă la Jocurile Olimpice de vară din 1972 la Wikimedia Commons
- en  Fencing at the 1972 Summer Olympics la olympedia.org